# Paralcis
Paralcis är ett släkte av fjärilar. Paralcis ingår i familjen mätare.

## Dottertaxa tillParalcis, i alfabetisk ordning[1]
- Paralcis albiclausia
- Paralcis albistigma
- Paralcis alterata
- Paralcis argalea
- Paralcis aurantifascia
- Paralcis auropurpurea
- Paralcis brunnearia
- Paralcis cellulata
- Paralcis coerulescens
- Paralcis columnata
- Paralcis complicata
- Paralcis conspicuata
- Paralcis costimacula
- Paralcis curvilinea
- Paralcis deformis
- Paralcis discata
- Paralcis distanticlara
- Paralcis dochmioscia
- Paralcis extrema
- Paralcis fulvisecta
- Paralcis gigas
- Paralcis glareosaria
- Paralcis indistincta
- Paralcis intertexans
- Paralcis junctilinea
- Paralcis latimacula
- Paralcis latimedia
- Paralcis lituata
- Paralcis luridulata
- Paralcis noctivolens
- Paralcis obliquifascia
- Paralcis ocellata
- Paralcis ochroneura
- Paralcis pallidimargo
- Paralcis palumbina
- Paralcis polycnema
- Paralcis prionophora
- Paralcis pseudomelanoscia
- Paralcis punctata
- Paralcis rufaria
- Paralcis ruptilinea
- Paralcis sinearia
- Paralcis subochrea
- Paralcis thricophora
- Paralcis tmetoloba
- Paralcis venusta